# Computer Aided Engineering
Komputerowe wspomaganie prac inżynierskich CAE (ang. Computer Aided Engineering) – oprogramowanie komputerowe wspomagające prace inżyniera, takie jak komputerowe wspomaganie projektowania z obliczeniami wytrzymałości MES oraz tworzenie i archiwizacja programów NC offline CAS, np. w zakresie testów technicznych i analiz projektów realizowanych komputerowo. Można także spotkać się z rozszerzeniem pojęcia CAE o CAP.